# Mariano Bielsa y Latre
Mariano Bielsa y Latre (Berbegal, 1859 - ?), conegut també com a Chistavín de Berbegal fou un marxaire famós a qui es pot considerar un dels pioners de l'esport de l'atletisme, no solament a Aragó sinó arreu d'Espanya. El seu record pràcticament caigut en l'oblit dels anys, va ser recuperat per l'escriptor Jose Antonio Adell, qui en el seu llibre Chistavín, el andarín de Berbegal, va recuperar la singular història d'aquest famós corredor pedestre que es va convertir en un heroi nacional amb les seves proeses. La que més fama li va reportar va ser la de derrotar a un marxaire italià anomenat Achilles Bargossi del que es deia que estava imbatut en una competició.

## Biografia
Se'l descriu en el diari madrileny La Época com un jove de 23 anys, pèl arrissat i pell bruna, mentó sortint, prim, d'alçada mitjana, i amb un maliciós somriure als seus llavis. En aquella època el concepte d'esport encara no es coneixia com en l'actualitat i els marxaires no deixaven de ser corredors aficionats desitjosos de demostrar les seves qualitats o guanyar-se quatre calerons a les festes dels pobles i en els reptes amb altres mossos. Però de tant en tant sorgia algun que destacava en gran manera per les seves qualitats atlètiques innates, com és el cas de Chistavín. Aquestes qualitats li venien de família, perquè en la família de Mariano es té coneixement d'altres marxaires, sobretot d'un germà del seu avi sobrenomenat l'"andarín de Berbegal", que va prestar els seus serveis en la Guerra del francès per al general Francisco Espoz y Mina. L'avi de Chistavín s'introduïa entre els francesos fent-se passar per venedor de tabac, i recorria els seus campaments realitzant incursions d'alguns dies, algunes de fins a trenta llegües. Després tornava al costat espanyol i informava al general de la situació de l'enemic.
Mariano es va aficionar de jove a les carreres de pollastres o pollaradas,que se celebraven en la majoria de pobles propers al seu, i ja amb menys de vint anys competia i guanyava les seves primeres carreres.
El 22 d'octubre de 1882, a la plaça de toros de Saragossa, competeix contra un cavall i l'italià Achilles Bargossi, autodenominat el primer marxaire del món, i també autoproclamat com a imbatut, i sobrenomenat per la premsa com l'home locomotora. Mariano el guanya completant 81 voltes a la plaça fent un total de 14 km i 600 metres en 43 minuts, i fou tractat per la premsa com un heroi nacional.

## Honors
- A Berbegal se celebra una carrera en la seva memòria anomenada Memorial Mariano Bielsa El Chistavín.[4]